# シェアリングバナー
シェアリングバナーとは、ウェブサイトのオーナーがクリエイター（デザイナー）にバナースペースを貸与する代償として、クリエイターからバナー其の物のデザイン提供を受ける行為。文字通り、バナーをサイトオーナーとクリエイターでシェアするシステムである。

## 構成要件
- クリエイター側の告知宣伝が確認可能であること
- サイトの特色とクリエイターのデザインに一定の親和性があること。